# Irene Aldana
Irene Aldana är en mexikansk MMA-utövare som sedan 2016 tävlar i organisationen Ultimate Fighting Championship.